# Таганрогский округ (область Войска Донского)
Таганрогский округ — административная единица в области Войска Донского Российской империи; окружное управление было в городе Таганроге.

## География
Располагался в юго-западной части области. Площадь территории — 12 229,4 версты² (1 273 933 десятины), в том числе 1 183 747 десятин удобной, 4212 десятин под лесами и 85 974 десятин среднеудобной и неудобной земли.

## История
Образован в 1888 году из бывшего Таганрогского градоначальства и части упраздненного Миусского округа.
К началу XX века область Войска Донского состояла из 9 округов: 1-го Донского, 2-го Донского, Донецкого, Усть-Медведицкого, Хопёрского, Черкасского, Ростовского, Сальского и Таганрогского.

### Современное состояние
На территории бывшего Таганрогского округа области Войска Донского сейчас располагаются территории городов Таганрог, Куйбышевский, Матвеево-Курганский, Неклиновский, Родионово-Несветайский, Макеевка, посёлок Нижняя Крынка, Шахтёрск, Харцызск, посёлок Зуевка, Амвросиевский, Волновахский, Новоазовский, Старобешевский, Тельмановский, Шахтёрский, Антрацит, Ровеньки, Антрацитовский, Краснодонский район посёлок Павловка

## Население
Численность населения по переписи 1897 года составляла 412 995 человек.

### Языковой состав
Родной язык населения по данным переписи 1897 года:
| Язык                       | Численность, чел. | Доля     |
| -------------------------- | ----------------- | -------- |
| Украинский («малорусский») | 254 819           | 61,70 %  |
| Русский («великорусский»)  | 131 029           | 31,73 %  |
| Немецкий                   | 18 934            | 4,58 %   |
| Другие                     | 8 213             | 1,99 %   |
| Итого                      | 412 995           | 100,00 % |

## Административное деление
В 1913 году в состав округа входило 55 волостей и станиц:
| - Аграфеновская — сл. Аграфеновская, - Александровская — сл. Александровка, - Алексеевская — сл. Алексеевка, - Алексеевско-Орловская — сл. Алексеевско-Орловская, - Амвросиевская — сл. Амвросиевка, - Анастасиевская — сл. Анастасиевка, - Андреевская — сл. Андреевка, - Артёмовская — сл. Артёмовка, - Астаховская — сл. Астахово, - Бобриковская — сл. Бобриково-Петровская, - Больше-Кирсановская — сл. Большая Кирсановка, - Больше-Крепинская — сл. Больше-Крепкая, - Белояровская — сл. Белояровка, - Вареновская — сл. Вареновка, | - Весело-Вознесенская — сл. Весело-Вознесенская, - Голодаевская — с. Голодаевка, - Грабовская — с. Грабовая, - Дарьевская — сл. Дарьевская, - Дмитриевская — сл. Дмитриевка, - Дьяковская — сл. Дьякова-Исаева, - Екатериновская — сл. Екатериновка, - Есауловская — сл. Есауловка, - Зуевская — сл. Зуевка, - Картушинская — сл. Картушино, - Краснянская — сл. Краснянско-Больше-Логская, - Криничнинская — сл. Криничная, - Лысогорская — сл. Лысогорка, - Макеевская — сл. Макеевка, - Мало-Кирсановская — сл. Малая Кирсановка, | - Мариновская — сл. Мариновка, - Матвеево-Курганская — сл. Матвеев-Курган, - Миллеровская — сл. Миллеровская, - Милость-Куракинская — сл. Милость-Куракинская, - Мокро-Еланчикская — сл. Мокро-Еланчикская, - Мыс-Добро-Надеждинская — сл. Мыс-Добро-Надеждинская, - Нагольно-Тарасовская — сл. Нагольная, - Николаевская — сл. Николаевская, - Новониколаевский юрт — станица Новониколаевская, 1851, при р. Грузский Еланчик и Азовском море, 3 хут - Ново-Павловская Грузский-— сл. Ново-Павловка, - Павловская — пос. Павловский, - Павлопольская — сл. Павлополь, - Петровская — с. Петровская, - Покровская — селение Покровское, | - Покровско-Киреевская — сл. Покровско-Киреевская, - Преображенская — сл. Самбек, - Ребриковская — сл. Ребриково, - Ровенецкая — сл. Ровеньки, - Сарматская — пос. Мокро-Сарматский, - Советинская — с. Совет, - Степаново-Крынская — сл. Степаново-Крынская, - Троицкая — с. Троицкое, - Троицко-Харцызская — сл. Троицко-Харцызская, - Успенская — сл. Успенская, - Фёдоровская — сл. Фёдоровка, - Хрещатицкая — сл. Хрещатицкая, - Чистяковская — Чистяково. |